# Philippe Mauduit
Pour les personnes ayant le même patronyme, voir Mauduit.
Philippe Mauduit, né le 10 février 1968 à Tours, est un coureur cycliste et directeur sportif français. Coureur professionnel en 1999, il est devenu ensuite directeur sportif. Il occupe cette fonction au sein de l'équipe Groupama-FDJ à partir de 2019.

## Biographie
Philippe Mauduit naît le 10 février 1968 à Tours. Il grandit dans une famille de cyclistes, son père, un grand-père et un oncle étant coureurs. Il ne commence cependant ce sport qu'à l'âge de dix-huit ans, après avoir pratiqué l'athlétisme. Il fait ses débuts au VC La Riche. Après deux saisons, il est engagé par Antony Berny Cyclisme. Durant cette période, il est professeur de carrosserie automobile dans un lycée technique de Neuilly-sur-Marne. Il court ensuite deux ans au Vélo Club du Roubaix (1992-1993), alors fusionné avec le Cyclo-Club de Wasquehal sous le nom d'A.C.R.W,, puis au Cycle Poitevin (1994), chez Vendée U (1995-1997), puis Besson Chaussures-Aulnat 63, en DN1, en 1998. Une équipe professionnelle est lancée sur la base du club d'Aulnat, avec le soutien d'un sponsor japonais, sous le nom Besson Chaussure-Nippon Hodo. Philippe Mauduit passe ainsi professionnel en 1999. Sa carrière de coureur s'arrête à l'issue de cette saison,.
En 2000, il est contacté par la société Nippon Hodo, d'abord pour encadrer de jeunes coureurs au Japon puis pour créer une structure accueillant ces cyclistes japonais à Poitiers, afin qu'ils puissent courir en France. Un club est ainsi créé, dirigé par Philippe Mauduit qui héberge chez lui les coureurs japonais,,. Contacté par Lucien Bailly, ancien directeur technique nationale de la Fédération française de cyclisme et directeur du Centre mondial du cyclisme (CMC), il commence à travailler en Chine, en tant qu'entraîneur pour l'endurance, entre 2000 et 2004. Un contrat menant aux Jeux olympiques de 2008 lui est proposé, mais les négociations achoppent sur sa rémunération. Ayant dû quitter la Chine en 2003 à cause d'une épidémie de grippe aviaire, il effectue une mission de cinq mois aux Bermudes pour le Centre mondial du cyclisme, afin d'y développer le cyclisme,.
De retour en France, il devient directeur sportif dans un club qu'il a déjà connu, Vendée U. Il évolue ensuite dans l'équipe professionnelle dont ce club est la réserve, Bouygues Telecom à partir de 2006. En 2010, il est recruté par l'équipe Cervélo, qui disparaît cependant en fin d'année. Il rejoint alors l'équipe danoise Saxo Bank, dirigée par Bjarne Riis. Il l'encadre notamment lors du Tour d'Espagne 2014, gagné par l'un de ses coureurs, Alberto Contador. Il quitte cette équipe fin 2014, estimant ne pas avoir « la même conception de l'humain » que le nouveau propriétaire Oleg Tinkoff. Il s'engage en 2015 avec l'équipe italienne Lampre-Merida,. 
Au mois de novembre 2016, il s'engage avec la nouvelle formation Bahrain-Merida.
Il s'engage fin 2017 pour 2 ans avec UAE Emirates, mais démissionne en avril 2018, démission acceptée en novembre 2018. Aussitôt, il s'engage pour 2 ans avec Groupama-FDJ.

## Palmarès
| - 1990 - 6e étape du Circuit des plages vendéennes - 1992 - Tour d'Émeraude : - Classement général - 2e étape - 1993 - 3e du Tour de Moselle - 1994 - Grand Prix de la ville de Buxerolles - Tour de Corrèze : - Classement général - 1re étape - Pédale d'Or de Ligugé - 2e du Tour du Canton de Gémozac - 2e du Trophée Mavic - 3e de la Ronde du Cognac - 1995 - Champion des Pays de la Loire - Manche-Océan - 1996 - Souvenir Louison-Bobet - Manche-Océan - Tour du Canton de Gémozac - 1re étape du Tour des Landes - Trio normand (avec Christian Blanchard et Christophe Barbier) - 2e du Grand Prix Christian Fenioux - 3e du Circuit boussaquin - 3e du Tour de Corrèze - 3e de la Pédale d'Or de Ligugé | - 1997 - Bourg-Oyonnax-Bourg - Flèche Charente Limousine - Tour de la Creuse - Tour de Guadeloupe - 2e et 3e étapes du Tour Nivernais Morvan - 2e du Tour de Vendée amateurs - 1998 - Trois Jours des Mauges - 3e étape du Tour de la Creuse - 2e du Grand Prix de Lignac - 2e du Circuit des Deux Provinces - 3e du Tour du Loir-et-Cher - 3e du Tour de la Creuse |  |